# 四烯雌酮
四烯雌酮（商品名有：Swinemate、Altren、Regumate等）是一种有机化合物，化学式C
21H
26O
2，用作改变猪和马動情週期的兽药。